# Архипелаг (эялет)
Эялет Архипелаг или бейлербейство Джезаир-и Бахр-и Сефид (островов Белого моря) (осман. ایالت جزایر بحر سفید‎) — административно-территориальная единица Османской империи. Существовал в 1533—1864 годах с площадью 25,460 км² (начало XIX века). Образовавшийся из частей эялетов Румелия, Анатолия и Кипр (на нынешних землях Греции, Турции и острове Кипр).

## История
В течение XV века османские султаны постепенно установили свою власть над островами Эгейского моря. Поскольку власть османов изначально была более сильной в северной части, то близлежащие эгейские острова были подчинены санджакбею Гелиболи, который административно подчинялся бейлербею Румелии. Впоследствии руководителем этого санджака становился обычно капудан-паша.
Такое положение вещей сохранялось до образования великого османского флота и окончательного установления власти на Пелопоннесе и острове Родос в 1520-х годах. В 1533 году султан Сулейман I Великолепный образовал новое бейлербейство Джезаир-и Бахр-и Сефид (известный также как Архипелаг). Первым бейлербеем стал Хайр ад-Дин Барбаросса.
В 1546 году в эялет Архипелаг включён санджак Родос, а в 1617—1618 годах — санжаки Сакиз (остров Хиос), Накша (остров Наксос) и Андрею (остров Андрос). В 1661 году часть санджбеков было включено в состав Морейского эялета. В 1670 году, вскоре после покорения Крита, что устранило угрозу от венецианцев, в эялет Архипелаг был включён санджак Кипра (но уже в 1703 году санджак Кипр был передан под личное управление великого визиря). В 1784 году в провинцию Архипелаг в качестве санджака снова включено остров Кипр. В то же время в эялете Архипелаг было распространено тимарная система.
В 1800 году население провинции составляло 700 тыс. человек. В 1806—1807 годах во время очередной русско-турецкой войны остров Тенедос был оккупирован русскими войсками. В результате Греческой войны за независимость южные санджаки эялета Архипелага были потеряны, что окончательно было утверждено Константинопольским договором 1832 года.
В 1846 году столицей эялета переведены в городе Мидилли (остров Лесбос), а впоследствии в Измир. В 1849 году должности капудан-паши и паши Архипелага были разделены. В 1864 году эялет Архипелаг был преобразован в вилайет Архипелаг.

## Структура
К 1600 году Архипелаг состоял из 12 санджаков: Гелиболу, Галата, Измит, Лемнос, Мидилли, Сакыз, Накша, Родос, Агрибоз, Кавала, Нафплион, Навпакт, Лефкада, Александрия.
С 1661 года Лефкада, Нафплион, Навпакт перешли в состав Морейского эялета, Кавала — к эялету Румелия, Александрия — Египту, Сакыз — к эялету Анатолия. В состав эялета Архипелаг были включены санджаки Коджаэли, Карлиэли (Акарнания и Этолия), Измир и Бига. Было всего 10 санджаков.
В 1688 году количество санджаков увеличилось до 15: к имеющимся добавились Андри, Санторини, Милос, Кавала, Дамиетта, Искандерия (Александрия Египетская), Мистра, Сакыз. Были ликвидированы санджаки Бига, Измит, Измир, Коджаэли, а санджак Агрибоз добавлен в эялет Румелия.
В 1717 году количество санджаков уменьшилась до 7: остались Гелиболу, Кавала, Карлиели, добавлен санджаки Навпакт и Сёке, восстановлены санджаки Агрибоз и Измит.
В 1730 году вследствие восстановления власти на Пелопоннесе и окрестных островах количество санджаков возросло до 12. Были восстановлены санджаки Санторини, Милос, Наксос, Мистра. Передано в эялет Морея санджак Кариэли, а санджак Измит был передан в эйляет Анатолия.
После 1832 года исчезли санджаки Санторини, Наксос, Мистра. В 1846 году санджак Гелиболу был включён в состав эялета Эдирне. В 1861 году Кипр выделены в специальный округ (мутасаррифат), который подчинён центральному правительству.

## Администрация
Бейлербеи (паши эялета совмещали эту должность с должностью капудан-паши (руководителя османского флота) со статусом трехбунчужного визиря и члена дивана султана. Руководители подразделений назывались берия-беи (а не санджак-беи, как в других эялетах).
Ддо 1800 года паша Архипелага получил доход хасс в 885 тыс. акче, доход санджак-беев колебался от 210 до 440 тыс. акче. Насчитывалось 1492 тимаров и 126 зеаметов. Эялет выставлял до 4,5 тыс. сипахов, которые преимущественно служили на военных судах. Каждый из санджаков готовил 1-2 судна.